# Avre (Somme)
Avre é um rio localizado em Somme, França.